# Joaquina Cabrera
Joaquina Cabrera (Quetzaltenango, 21 de agosto de 1836-Ciudad de Guatemala, 3 de julio de 1908) fue la madre del presidente guatemalteco Manuel Estrada Cabrera.  Tuvo una fuerte influencia en la vida de su hijo el gobierno de éste, y aún después de su muerte en 1908 se le rindieron homenajes cada año para el día de su cumpleaños, como si estuviera viva. De hecho, su sepelio, ocurrido el 4 y 5 de julio de 1908, fue una ceremonia de adulación para el presidente Estrada Cabrera que se inició en la ciudad de Guatemala a las cuatro de la tarde, siguió en los poblados de Amatitlán, Escuintla y Mazatenango durante su traslado por tren hasta Quetzaltenango, y finalizó por la tarde del 5 de julio en el cementerio de la ciudad altense.

## Biografía

### Primeros años

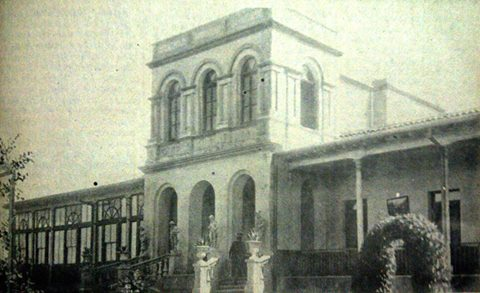
Residencia presidencial de La Palma. Después de los intentos de asesinato en su contra, su hijo Manuel Estrada Cabrera decidió mudarse a esta remota residencia, localizada en el extremo sureste de la ciudad. Joaquina Cabrera pasó aquí solamente los dos últimos meses de su existencia.

Joaquina Cabrera nació el 21 de agosto de 1836, en Quetzaltenango, hija de Valeriano Arévalo y Juana Cabrera; sus padres tuvieron que separarse, y su madre le dio su apellido. Se desconoce mucho de la vida de Cabrera, salvo los detalles que se mencionan en el libro ¡Ecce Pericles! del historiador Rafael Arévalo Martínez —obra sumamente crítica del gobierno de su hijo, el licenciado Manuel Estrada Cabrera—, y los escritos aduladores de los órganos de comunicación del gobierno guatemalteco, como los Álbumes de Minerva y La Locomotora, donde se le llama «Distinguida Señora doña Joaquina Cabrera de Estrada», a pesar de que nunca se casó.
En lo que sí concuerdan los historiadores es en que era de un origen sencillo y se dedicaba a hacer dulces para vender en las calles de Quetzaltenango, razón por la que a su hijo Manuel lo llamaban despectivamente «el hijo de la bolitera»; también hacía comidas tradicionales, y eso le permitía entrar a las familias adineradas de la localidad, como la de los Aparicio. De acuerdo al escritor guatemalteco Manuel Valladares Rubio, cuando nació Manuel Estrada Cabrera, su madre lo dejó a la puerta del político, funcionario y ex hermano terciario Pedro Estrada-Monzón Rivera, a quien le atribuía la paternidad; Estrada-Monzón no reconoció al recién nacido pero, por intermedio del señor Lucas Peña, Joaquina Cabrera consiguió que Estrada Monzón le diera el apellido al niño y que le pasara alguna ayuda.
De hecho, por la facilidad de entrar a las casas grandes de la ciudad, fue una vez acusada de haber robado una fuente de plata en la casa de la familia Aparicio, y aunque fue detenida, fue absuelta por falta de pruebas; esto empezó a hacer una fuerte impresión en su hijo Manuel quien, años más tarde, y ya siendo Ministro de Gobernación y Justicia, sería implacable contra los Aparicio.
En una de las anécdotas referidas por Arévalo Martínez, destaca el carácter fuerte de Joaquina Cabrera: el historiador conservador menciona que en el breve período en que Estrada Cabrera tuvo que ejercer la abogacía tras ser retirado del puesto de ministro de Gobernación y Justicia por el presidente José María Reina Barrios a finales de 1897 tenía problemas para realizar sus pagos, y entonces Joaquina Cabrera citó a todos sus acreedores a la una de la tarde, que era la única en que podían encontrarlo en su casa.  Estrada Cabrera se enojó a tal punto que despidió a todos a gritos e improperios y luego recriminó a su madre, quien no se quedó tranquila con ese trato de su hijo y le vació en la cabeza el plato de revolcado que había preparado para el almuerzo.
Otra anécdota indica que los antiguos colaboradores cercanos al presidente referían que Joaquina Cabrera ejercía una gran influencia en su hijo; Arévalo Martínez lo relata así: «Según los amigos de don Manuel, se alejó de doña Desideria [Ocampo] no sólo por [sus infidelidades], sino, sobre todo, porque doña Joaquina, muy celosa del amor de su hijo —del que nunca se separó— sembró la cizaña en el hogar doméstico. [Un amigo] con un gesto asustado y pudibundo nos mostró que aquella era materia prohibida; pero como a pesar suyo pronunció la frase: "la madre"».

### Ascenso de Manuel Estrada a la Presidencia

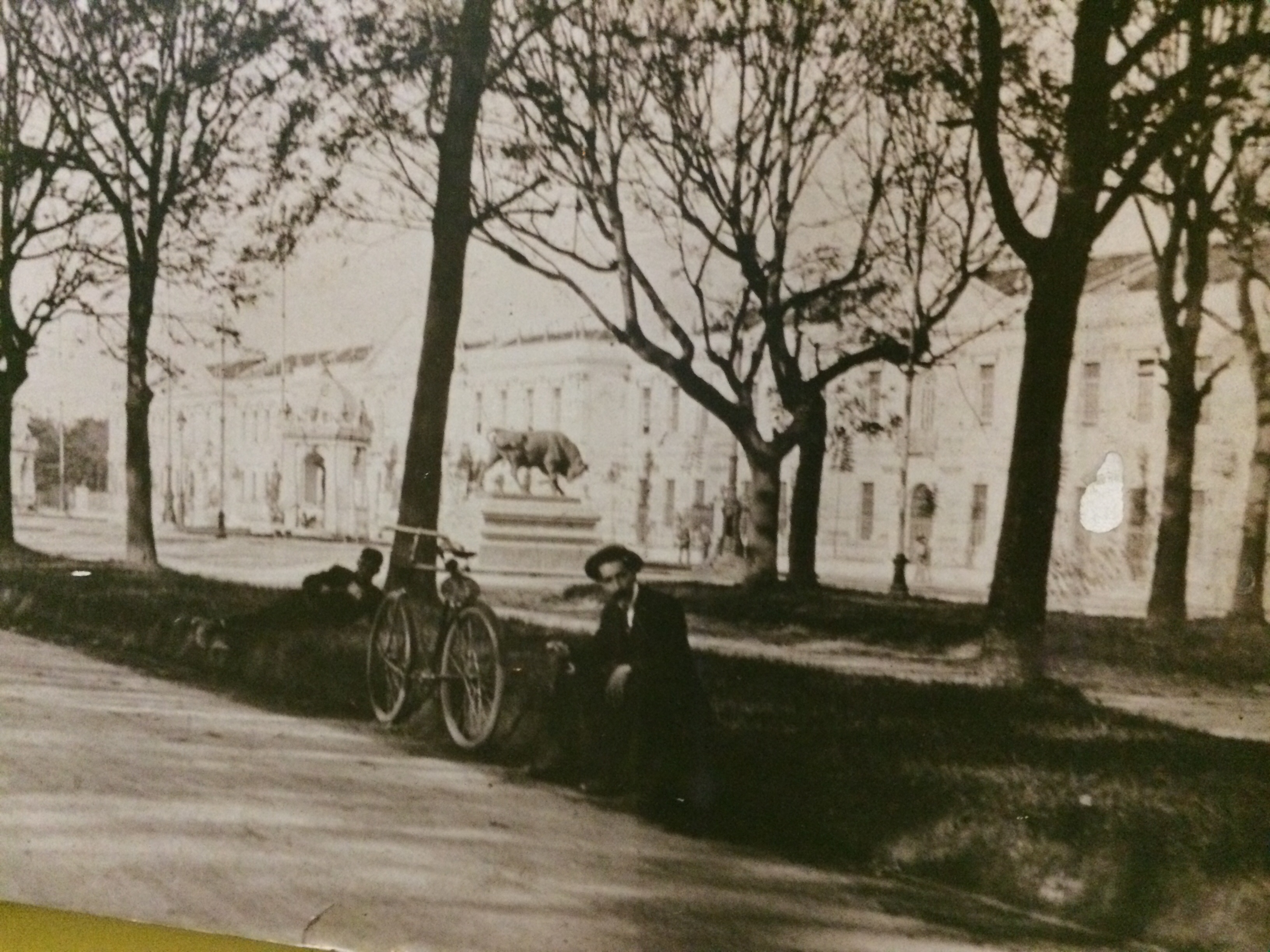
El asilo «Doña Joaquina», ubicado en el bulevar Treinta de Junio» (actual Paseo de la Reforma), fue construido durante el Gobierno del licenciado Estrada Cabrera y destruido por los terremotos de 1917-1918.

Con el ascenso de Manuel Estrada Cabrera a la presidencia, tras la muerte de José María Reyna Barrios, y dado que ella era muy apegada a su hijo, este la llevó a vivir a la casa presidencial.[cita requerida]
Por la especial relación que el presidente tenía con su madre, Joaquina Cabrera fue objeto de especial adulación por parte de los allegados al presidente; en 1901, el escritor Felipe Estrada Paniagua la describió así para celebrar el cumpleaños del mandatario: 

«Guatemala, esta hospitalaria y generosa tierra, puede citar nombres de respetables matronas [...]. Perdone la molestia de la señora doña Joaquina Cabrera de Estrada, si colocamos el suyo al frente: no es una vana lisonja a su hijo el señor Licenciado Estrada Cabrera, Jefe del Ejecutivo, sino la consecuencia de hechos que están en la conciencia de cuantos han apreciado sus virtudes domésticas; no es un obligado cumplimiento a la madre del Gobernante, sino una verdad que palpita en muchos corazones agradecidos y que se desborda de multitud de labios.  Aquella virtuosa señora cumplió ya, solícita y admirablemente, con los sagrados deberes que la maternidad le imponía, y hoy, modesta como siempre y como siempre amable, sin alardes ni ruidos que desvirtúen su obra, enjuga muchas lágrimas y acalla mil necesidades».

Por su parte, El Guatemalteco —diario oficial—, publicó el decreto N.º 687, el cual decía: «[El fallecimiento] ha llenado de consternación y duelo a la sociedad guatemalteca no sólo porque las excelsas cualidades y virtudes que poseyó aquella distinguidísima matrona la hicieron por todo extremo querida y respetada sino por los vínculos sagrados que la unieron con el digno Jefe de la Nación, a quien ésta debe tantos y tan importantes servicios».

### Tras la guerra contra El Salvador en 1906
En julio de 1906, tras finalizar la guerra entre Guatemala y El Salvador, la revista La Locomotora reportó que la madre del presidente Estrada Cabrera había tenido la idea de crear un fondo para ayudar a las viudas de los caídos en combate; la adulación imperante en esa época hizo que se formaran inmediatamente comités de hombres y de damas para recolectar las donaciones y los editores de la revista se expresaron así al respecto: 
- Felipe Estrada Paniagua: «Pronto, pues, quedarán satisfechos los anhelos de la noble iniciadora de tan simpático acto, y entonces muchos ojos se desbordarán en llanto, pero esas lágrimas serán arrancadas por la gratitud y ellas formarán la mejor corona con que la señora doña Joaquina Cabrera de Estrada, ornará la gloriosa frente de su Ilustre Hijo».[14]
- Joaquín Méndez: «¡Ya verá Ud. que las lectoras de La Locomotora, volarán donde Juanita de Keller [la presidente del Comité] a llevar su óbolo, para las víctimas de la defensa nacional, como vuelan las mariposas, como vuelan las aves, como vuelan por toda la República, las generosas iniciativas de Ud.; y como volarán muy pronto en el aire puro de su alma bellísima, esas mariposas de luz, las gratitudes y esas aves de amor, las bendiciones!»[14]

## Fallecimiento
Joaquina Cabrera murió el 3 de julio de 1908 después de padecer una larga enfermedad. Cuando falleció, se repitieron las adulaciones en los medios oficiales, y del pueblo en general, ya que pocos meses antes, el 20 de abril, había ocurrido el atentado de «Los Cadetes» en contra el presidente Estrada Cabrera y la represión en el país estaba en su punto más alto.  Todos los ciudadanos, pues, estaban afanados en que se supiera que estaban de acuerdo con el régimen cabrerista, pues conocían las consecuencias terribles que habían enfrentado los autores y supuestos colaboradores del atentado del 20 de abril, y del atentado de «La Bomba», que había ocurrido el 29 de abril de 1907.
Gerardo Gordillo Taboada, redactor y editor de La Locomotora escribió en un número especial publicado en su honor el 6 de julio de 1908: «La consternación que tan triste suceso ha producido en la sociedad es unánime, porque unánime es también y justiciero el reconocimiento de los altísimos méritos de la Señora Cabrera de Estrada; y en más de una ocasión y por diversos motivos a todos favoreció su benéfica influencia, pues magnánima y cariñosa, no conoció dolor que no hubiera tratado de aliviar ni supo de llanto que no hubiese procurado secar».
En el decreto número 687 del 3 de julio de 1908, el presidente Estrada Cabrera en Consejo de Ministros decretó duelo hasta el 11 de julio, tiempo durante el cual la bandera ondeó a media asta en todas las instituciones públicas, y los empleados públicos tuvieron que vestir de luto; además, al funeral tuvieron que asistir los empleados públicos, los de la municipalidad de Guatemala y comisiones de alumnos de establecimientos de enseñanza y de las Casas de Beneficencia. Las oficinas gubernamentales estuvieron cerradas tres días y todos los gastos del funeral fueron costeados por el gobierno guatemalteco.

### Honras fúnebres en la ciudad de Guatemala
El funeral fue magnífico y constituyó un evento en que quedó demostrado el servilismo imperante en la sociedad para con el presidente guatemalteco: se repartieron esquelas no solamente de parte del presidente y de su familia, sino que también del Consejo de Ministros, del Consejo de Estado, de la municipalidad de Guatemala y de la Junta Directiva del «Club de Amigos del Licenciado don Manuel Estrada Cabrera».
Miles de personas acudieron a las calles por donde iba a circular el cortejo: el sur de la Plaza de Armas, el Portal del Comercio, y las calles al norte y este del Teatro Colón se llenaron poco antes de las cuatro de la tarde, en que la Banda Marcial inició las marchas fúnebres que acompañaron al sepelio.

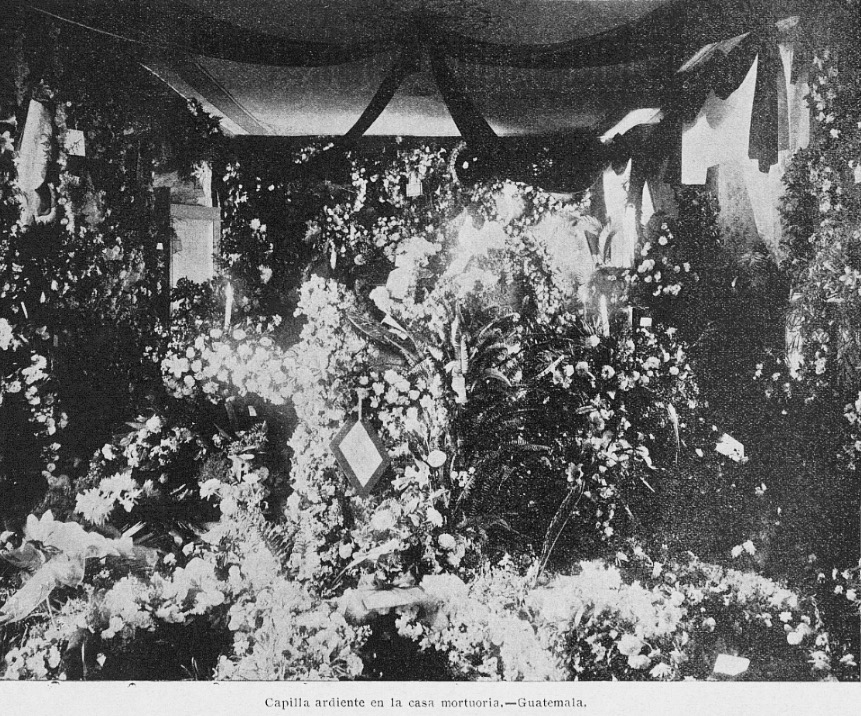
Capilla ardiente
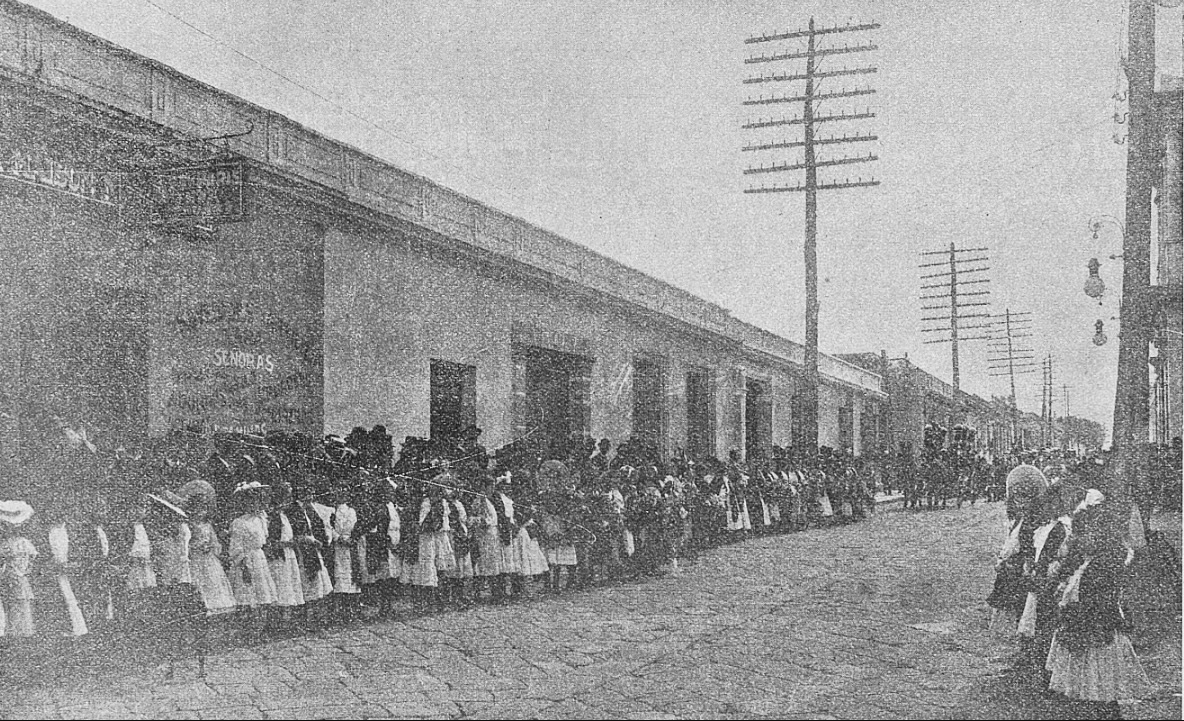
Inicio del cortejo fúnebre en las calles de la Ciudad de Guatemala
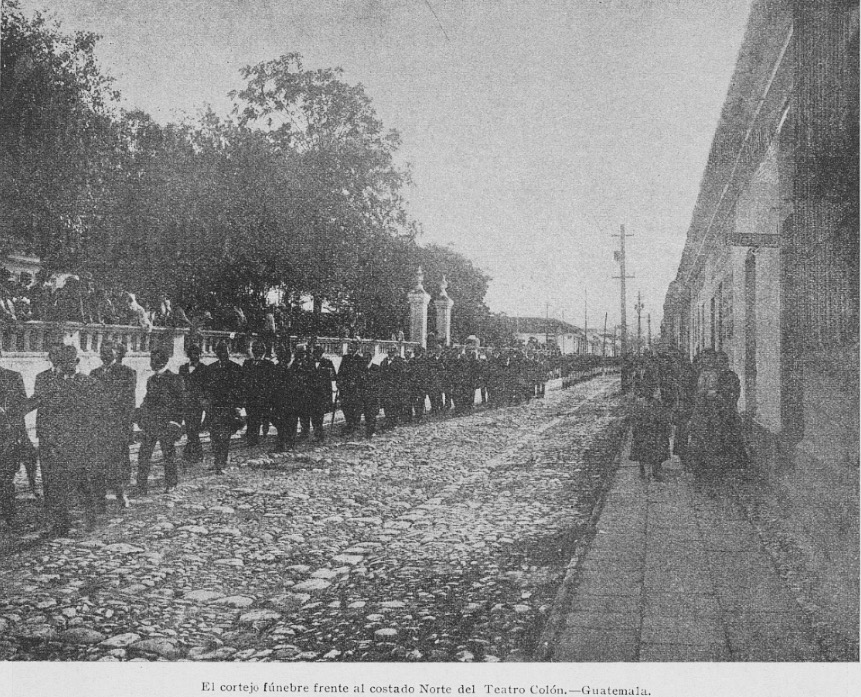
Paso del cortejo fúnebre frente al Teatro Colón
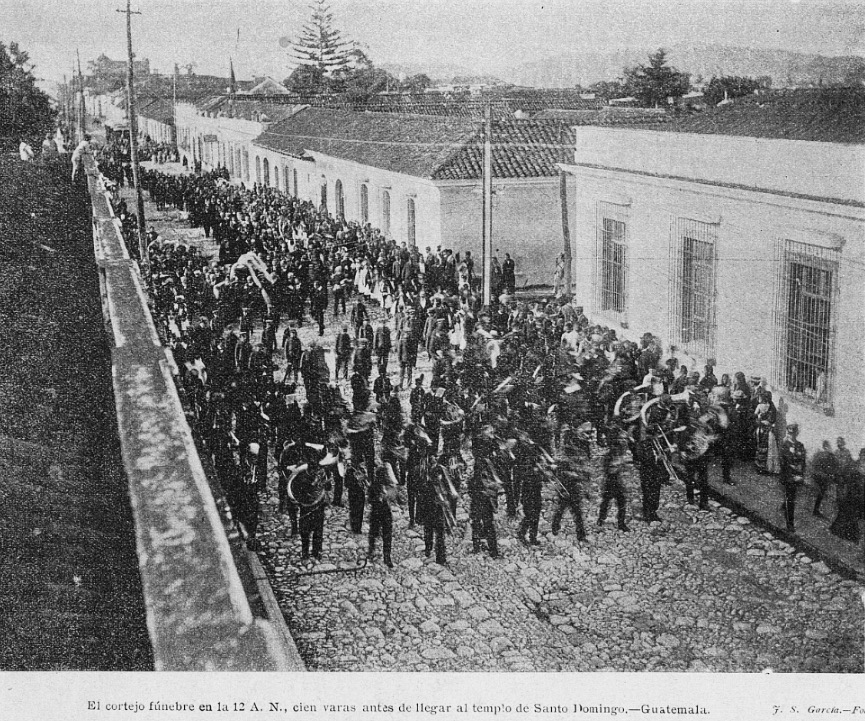
Paso de la Banda Marcial, aproximándose a la Iglesia de Santo Domingo
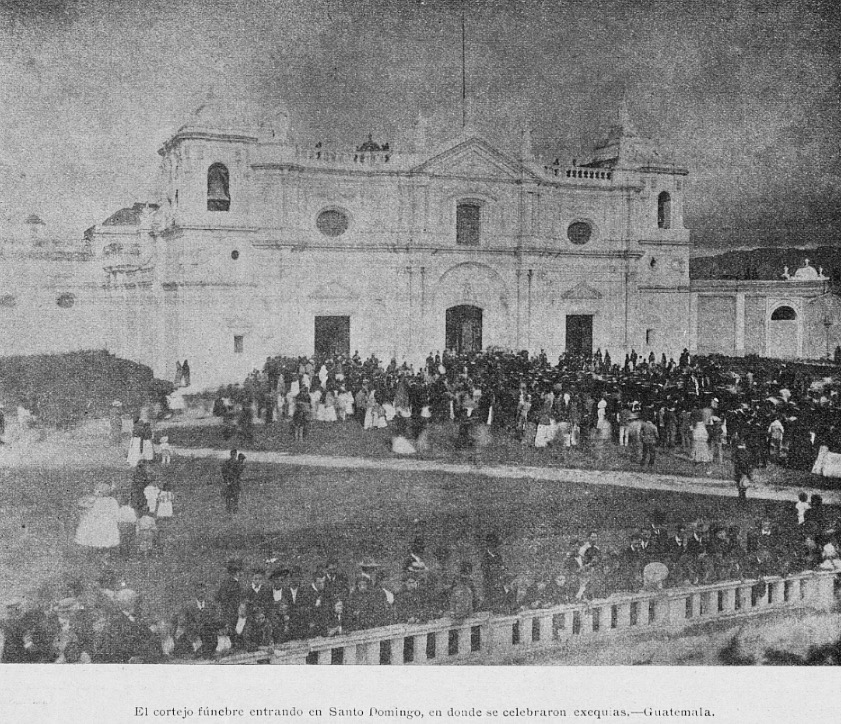
Llegada del sepelio a la Iglesia de Santo Domingo.

Tras los alumnos de la Escuela Práctica de Varones y la Banda Marcial iba el féretro en hombros de los Ministros de Estado, mientras que los presidentes del Poder Judicial y del Legislativo llevaban los cordones fúnebres; a ambos lado, las alumnas de la Escuela Práctica de Señoritas y del Instituto Normal Central para Señoritas; la comitiva era precedida por la familia y seguida por numerosa concurrencia entre altos miembros del gobierno, militares y miembros del cuerpo diplomático.  Cerraban el cortejo los estudiantes del Instituto Nacional, de la Escuela Normal de Profesores y los alumnos del Hospicio Nacional, a quienes seguían carruajes abiertos con numerosas coronas funerarias.
Las honras fúnebres se hicieron en el templo de Santo Domingo y dos horas después se despidió el cortejo, para trasladar el féretro a la estación del Ferrocarril Central, que la trasladó a Quetzaltenango.[cita requerida]

### Traslado a Quetzaltenango y entierro
El tren salió de la ciudad por la noche, con numerosa comitiva en representación del presidente y de los miembros del Consejo de Estado, y al pasar por las estaciones de Amatitlán, Escuintla y Mazatenango se detuvo para que se realizaran ceremonias en esos lugares; el tren llegó a San Felipe a las seis de la mañana, y a las ocho el cortejó continuó a caballo o en diligencias hasta Zunil y Almolonga.

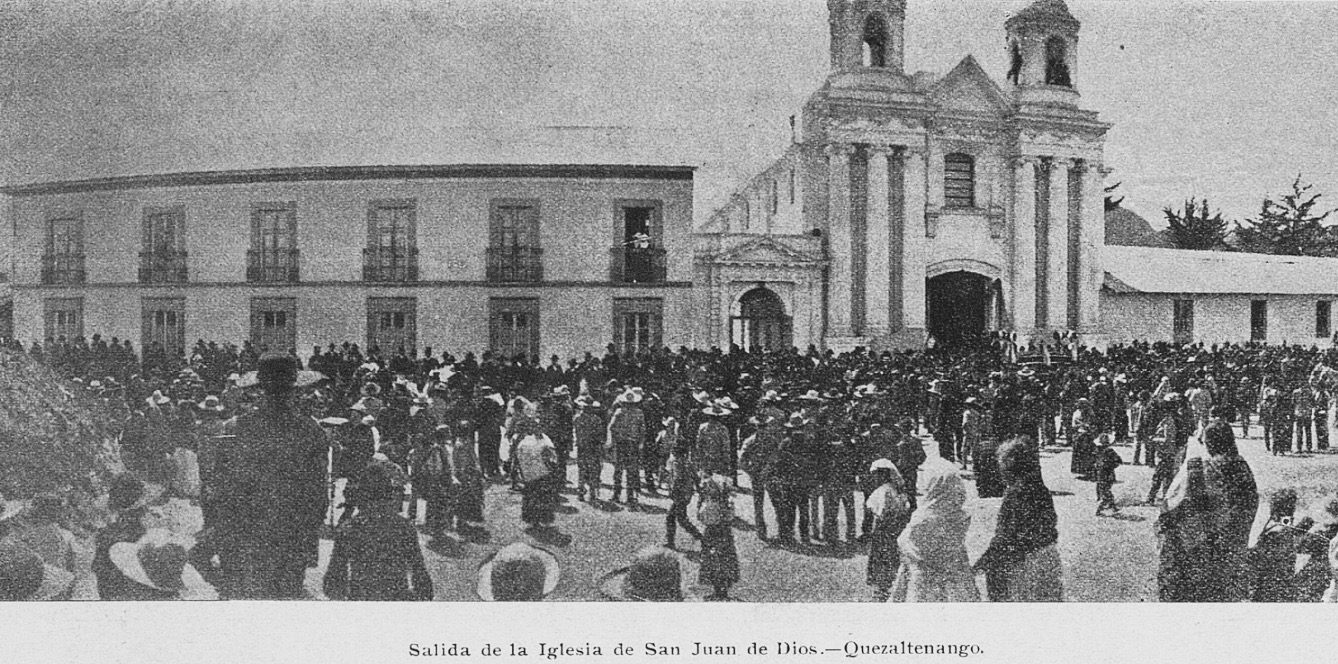
Concurrencia en las afueras de la Iglesia de San Juan de Dios en Quetzaltenango el 5 de julio.
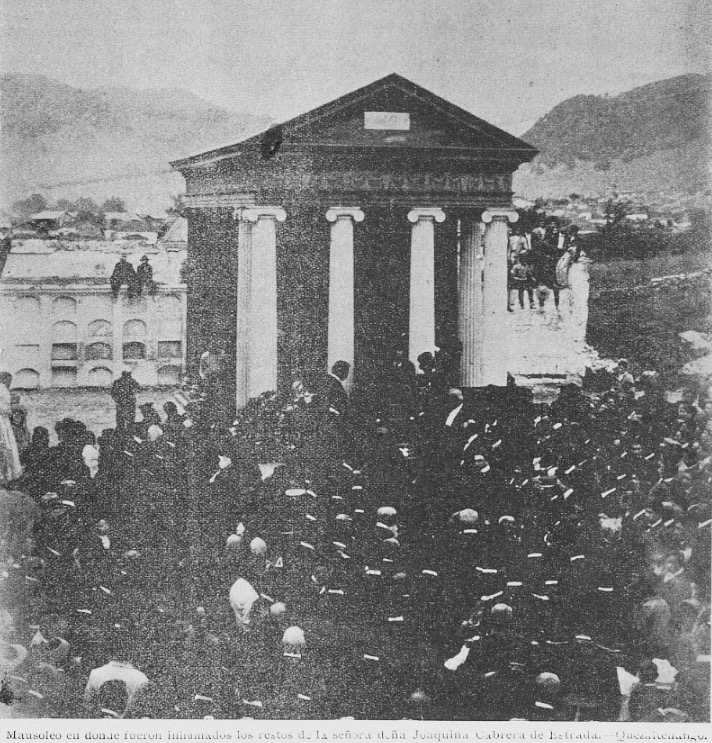
Mausoleo de los Estrada Cabrera en Quetzaltenango.
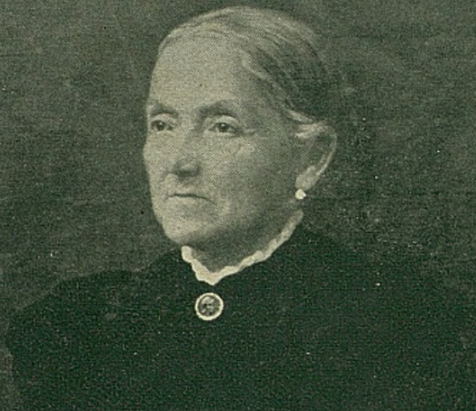
Última foto de Joaquina Cabrera

En Quetzaltenango, su ciudad natal, se dieron muestras de servilismo similares a las que se dieron en la ciudad de Guatemala:  el féretro fue conducido a la iglesia de San Juan de Dios, y de allí trasladado con numerosa concurrencia que incluía a escolares, empleados públicos y curiosos hasta el cementerio general de la ciudad, en donde fue sepultada en el panteón de la familia.
En su honor se escribieron poemas en su memoria, tales como los Mater Admirabilis de los poetas extranjeros José Santos Chocano y Rubén Darío.

## Homenajes

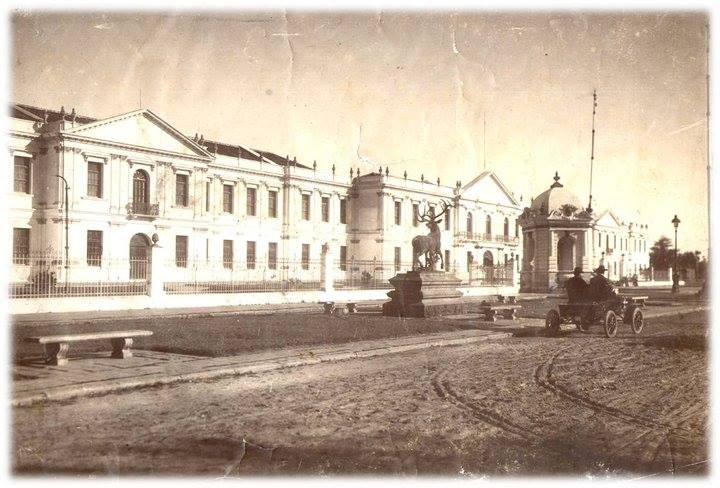
Otra vista del asilo de maternidad.

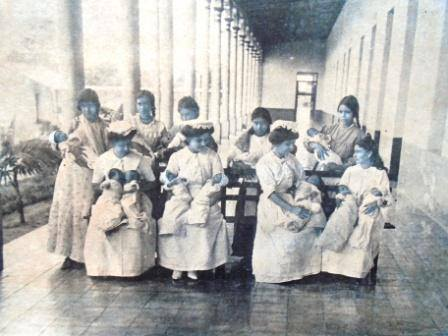
Bebés atendidos en el asilo de maternidad.

- Durante el gobierno de Estrada Cabrera hubo casos extremos de servilismo, los cuales alcanzaron a su madre: los hombres se agrupaban en el «Club de Amigos del Señor Presidente», mientras que sus esposas pertenecían a otro que se denominaba «Club Joaquina», sus hijas se habían agrupado bajo el nombre de «Asociación del Veintiuno de Agosto» ―fecha en que había nacido doña Joaquina―; y los hijos ostentaban en sus blusitas el distintivo del «Club de Amiguitos del Señor Presidente».[26]
- En 1902, el volcán Santa María hizo erupción, por lo que los vecinos de San Martín Chile Verde ―San Martín Sacatepéquez― tuvieron que establecerse en Taltute, al que propusieron llamar «Santa Joaquina»; la solicitud se hizo efectiva en 1910.[27]
- El 11 de agosto de 1906, la revista oficial del Ministerio de Fomento La Locomotora publicó artículos alabando su filantropía en los siguientes términos[aclaración requerida][cita requerida]
- En el antiguo cantón Guarda Viejo, en la Ciudad de Guatemala, había un área que se llamaba Los Guajecitos ―o Los Guajitos―, que en 1908 fue llamada «Villa Joaquina».[27]
- A finales de 1908 el municipio de Nuevo Progreso, San Marcos, también fue nombrado San Joaquín ―una masculinización del nombre de su madre―. Algo similar sucedió en Petapa, donde antes hubo un sector conocido como «Pueblo Viejo», el cual pasó a llamarse San Joaquín Villa Canales.[27]
- A finales de noviembre de 1908, la aldea Casas Viejas en Chiquimulilla, Santa Rosa, iba a ser renombrada Villa Joaquina, pero sus habitantes se negaron rotundamente y lograron frenar el cometido.[27]
- Tras morir Joaquina Cabrera el 3 de julio de 1908, la prensa y la sociedad guatemaltecas seguían celebrando su natalicio cada 21 de agosto, como si todavía estuviese viva. Incluso el poeta nicaragüense Rubén Darío escribió el poema Mater Admirabilis (‘madre admirable’) en honor a doña Joaquina el 21 de agosto de 1915.[28]

Hasta que Estrada Cabrera estuvo preso luego de su derrocamiento, el presidente Carlos Herrera y Luna emitió un acuerdo gubernativo, con fecha del 3 de mayo de 1920, que ordenó suprimir los nombres del dictador y de sus familiares de cualquier lugar que los tuvieran.